# كورت فريدريك
كورت فريدريك (بالإنجليزية: Kurt Frederick)‏ (27 أبريل 1991 في سانت لوسيا - ) هو لاعب كرة قدم سانت لوسيا في مركزي الدفاع والظهير. شارك مع منتخب سانت لوسيا لكرة القدم. أما مع النوادي، فقد لعب مع دبليو كونكشن.

## وصلات خارجية
- كورت فريدريك على موقع قاعدة بيانات كرة القدم.إي يو (الإنجليزية)
- كورت فريدريك على موقع ناشيونال فوتبول تيمز (الإنجليزية)
- كورت فريدريك على موقع Soccerway.com (الإنجليزية)